# Blåstjärtad trogon
Blåstjärtad trogon (Trogon comptus) är en fågel i familjen trogoner inom ordningen trogonfåglar.

## Utbredning och systematik
Fågeln förekommer i fuktiga skogar i västra Colombia och nordvästra Ecuador. Den behandlas som monotypisk, det vill säga att den inte delas in i några underarter.

## Status
IUCN kategoriserar arten som livskraftig.